# Kożuszki (gromada)
Kożuszki (do 30 XII 1959 Feliksów) – dawna gromada, czyli najmniejsza jednostka podziału terytorialnego Polskiej Rzeczypospolitej Ludowej w latach 1954–1972.
Gromady, z gromadzkimi radami narodowymi (GRN) jako organami władzy najniższego stopnia na wsi, funkcjonowały od reformy reorganizującej administrację wiejską przeprowadzonej jesienią 1954 do momentu ich zniesienia z dniem 1 stycznia 1973, tym samym wypierając organizację gminną w latach 1954–1972.
Gromadę Kożuszki siedzibą GRN w Kożuszkach (obecnie są to dwie wsie: Kożuszki-Kolonia i Kożuszki-Parcel) utworzono 31 grudnia 1959 w powiecie sochaczewskim w woj. warszawskim w związku z przeniesieniem siedziby GRN gromady Feliksów z Feliksowa do Kożuszek i zmianą nazwy jednostki na gromada Kożuszki; równocześnie do nowo utworzonej gromady Kożuszki włączono obszary zniesionych gromad Czyste (bez wsi Andrzejów Duranowski i Duranów) i Nowe Mostki.
31 grudnia 1961 do gromady Kożuszki włączono wsie Andrzejów Duranowski, Duranów i Janówek Duranowski ze zniesionej gromady Jeżówka w tymże powiecie.
Gromada przetrwała do końca 1972 roku, czyli do kolejnej reformy gminnej.